# 원강 (하천)
원강(沅江, 표준어: 위안장강)은 중국 남부 후난성의 4대 강 중 하나로 장강의 지류이다.
총 길이는 1033km이고 구이저우성에서 발원한다. 강의 원류는 오강과 칭수이로 서로 합류하여 위안강을 형성한다.